# Тилай (селище)
Тила́й (рос. Тылай) — селище у складі Мурашинського району Кіровської області, Росія. Входить до складу Мурашинського сільського поселення.
Населення становить 105 осіб (2010, 244 у 2002).
Національний склад станом на 2002 рік — росіяни 96 %.